# Palazzo ʻIolani
Il Palazzo ʻIolani (ʻIolani Palace in inglese) è stato uno dei tanti palazzi reali del Regno delle Hawaii. Si trova ad Honolulu, la capitale delle Hawaii.

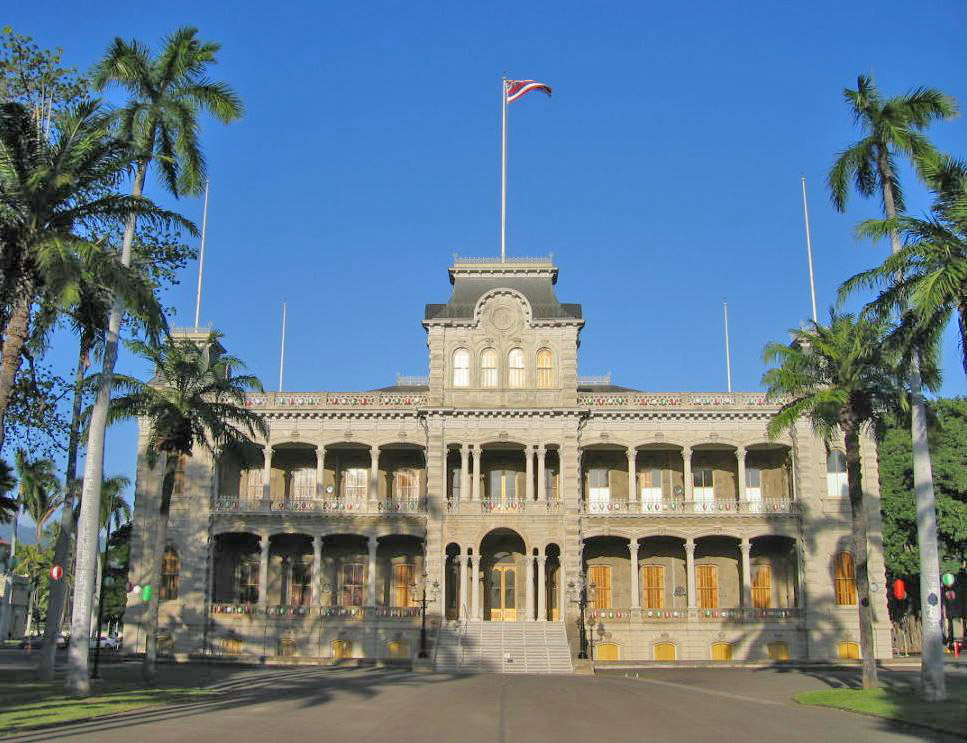
Palazzo ʻIolani, uno dei tanti palazzi reali delle Hawaii, fu costruito da Kamehameha V, desideroso di sfoggiare un palazzo al pari alle residenze dei monarchi europei.

## Descrizione

### Sala del Trono
Questi troni vennero usati da re David Kalākaua, dalla moglie Esther Kapiʻolani e dal suo successore Lydia Liliʻuokalani. Kalākaua e la moglie non amavano sedersi sui troni, preferendo restare in piedi davanti a loro quando ricevevano ospiti. Re Kalakaua vi teneva udienze formali, ricevimenti diplomatici e balli di stato. Anche il processo alla regina Liliʻuokalani fu tenuto in questa sala, quando fu ritenuta colpevole ed imprigionata nel palazzo dalla Repubblica delle Hawaii. La sala del trono, come il resto del palazzo, è aperta al pubblico.